# Area di S. Giovenale e Civitella Cesi
Area di S. Giovenale e Civitella Cesi este o arie protejată (arie specială de conservare — SAC, sit de importanță comunitară — SCI) din Italia întinsă pe o suprafață de 304 ha, integral pe uscat.

## Localizare
Centrul sitului Area di S. Giovenale e Civitella Cesi este situat la coordonatele 42°13′21″N 11°59′15″E / 42.2225°N 11.9875°E.

## Înființare
Situl Area di S. Giovenale e Civitella Cesi a fost declarat sit de importanță comunitară în iunie 1995 pentru a proteja 19 specii de animale. Situl a fost protejat și ca arie specială de conservare în decembrie 2016.

## Biodiversitate
Situată în ecoregiunea mediteraneană, aria protejată conține 3 habitate naturale: Liziere de ierburi înalte hidrofile de câmpie și de nivel montan până la alpin, Păduri pe pante, grohotișuri și ravene de Tilio-Acerion, Pseudostepă cu ierburi și specii anuale de Thero-Brachypodietea.
La baza desemnării sitului se află mai multe specii protejate:
- păsări (13): fâsă-de-câmp (Anthus campestris), pasărea ogorului (Burhinus oedicnemus), ciocârlie-cu-degete-scurte (Calandrella brachydactyla), șerpar (Circaetus gallicus), erete cenușiu (Circus pygargus), dumbrăveancă (Coracias garrulus), șoimul rândunelelor (Falco subbuteo), sfrâncioc roșiatic (Lanius collurio), sfrânciocul cu frunte neagră (Lanius minor), ciocârlie de bărăgan (Melanocorypha calandra), gaia neagră (Milvus migrans), gaia roșie (Milvus milvus), viespar (Pernis apivorus)
- amfibieni (1): Triturus carnifex
- mamifere (1): lupul (Canis lupus)
- pești (1): Telestes muticellus
- reptile (3): șarpele cu patru dungi (Elaphe quatuorlineata), țestoasa de baltă (Emys orbicularis), țestoasă bănățeană (Testudo hermanni)

Pe lângă speciile protejate, pe teritoriul sitului au mai fost identificate 1 specie de amfibieni, 5 specii de mamifere.